# Flugunfall einer CASA Aviocar am Flughafen Long Bawan 2001
Der Flugunfall einer CASA Aviocar am Flughafen Long Bawan ereignete sich am 19. Dezember 2001, als eine Frachtmaschine vom Typ CASA/Nurtanio NC-212-CC4 Aviocar 200 der Dirgantara Air Services nach einem Regionalfrachtflug innerhalb Indonesiens auf dem Flughafen Long Bawan abgefertigt wurde. Dabei lief ein Mann in einen laufenden Propeller; er war sofort tot.

## Flugzeug
Bei der betroffenen Maschine handelte es sich um eine 13 Jahre alte CASA/Nurtanio NC-212-CC4 Aviocar 200, die von der Construcciones Aeronáuticas S.A. in Sevilla, Spanien entwickelt und im Werk der Industri Pesawat Terbang Nurtanio (IPTN) in Bandung, Indonesien gebaut wurde. Das Flugzeug mit der Modellseriennummer 283 und der Werksnummer 88N wurde im Jahr 1988 endmontiert, es war die 283. fertiggestellte Serienmaschine (abzüglich zweier Prototypen) und das 88. in indonesischer Lizenzfertigung montierte Flugzeug dieses Typs. Der Erstflug mit dem Luftfahrzeugkennzeichen PK-XEL wurde im Juni 1988 durchgeführt. Die Maschine verblieb beim Hersteller, wurde im Januar 1994 an die Gatari Hutama Air ausgeliefert und von dieser mit dem neuen Kennzeichen PK-HJB zugelassen. Später wurde die Maschine an die Dirgantara Air Services übergeben, wo sie mit dem Luftfahrzeugkennzeichen PK-VSB in Betrieb war. Das zweimotorige STOL-Regionalverkehrsflugzeug hatte zwei Turboproptriebwerke des Typs Garrett TPE331-10R-521C mit Vierblattpropellern.

## Unfallhergang
Nach einem Inlandsfrachtflug stand die Maschine auf dem Flughafen Long Bawan und wurde von einem Angestellten des Bodenpersonals entladen, während die beiden Piloten im Cockpit blieben. Da die Maschine über kein Hilfstriebwerk verfügte und auch kein Bodenstromaggregat verfügbar war, blieb das Triebwerk Nr. 2 beim Entladen in Betrieb, um sicherzustellen, dass der Generator Strom für das Bordnetz erzeugt. Es war kein Sicherheitspersonal eingeteilt, um die Vorgänge auf dem Vorfeld zu überwachen. Das Flugzeug war auf 40 Grad ausgerichtet, wobei das Bugfahrwerk 7 Meter und das Hauptfahrwerk 6,2 Meter von der Vorfeldkante entfernt waren. Ein Mann, der beim Entladen half, rannte plötzlich in den laufenden Propeller von Triebwerk Nr. 2. Dieser traf ihn am Kopf; er war sofort tot.

## Verbleib des Flugzeugs
Die nur geringfügig beschädigte Maschine wurde nach dem Unfall repariert und ging wieder in Betrieb. Sie wurde später an die Nusantara Buana Air übergeben, die sie als PK-TLF zuließ. Am 29. September 2011 ging die Maschine auf dem Nusantara-Buana-Air-Flug 823 von Medan nach Kuta Cane verloren. Das Wrack der völlig zerstörten Maschine wurde fünf Tage später entdeckt. Alle 14 Passagiere und vier Besatzungsmitglieder waren tot. 